# Crowdsource (app)
Crowdsource by Google, también conocido como Google Crowdsource, Crowdsource, Colaboración de la comunidad o Contribuye con Google es una plataforma del tipo crowdsourcing desarrollada por Google y destinada a mejorar una gran cantidad de servicios de Google a través de la capacitación de diferentes algoritmos por medio de usuarios voluntarios.
Crowdsource fue lanzado para Android en la tienda Google Play y en su versión web el día 29 de agosto de 2016. Crowdsource incluye una variedad de tareas cortas que los usuarios pueden completar para mejorar muchos de los diferentes servicios de Google. Dichas tareas incluyen la verificación de etiquetas de imagen, evaluación de sentimiento de comentarios y validación de traducciones entre otras tareas. Al completar estas tareas, los usuarios proporcionan a Google datos para mejorar servicios como Google Maps, Google Translate y Android. A medida que los usuarios completan tareas, obtienen logros que incluyen estadísticas, credenciales y certificados, que hacen un seguimiento de su progreso.

## Características
Crowdsource incluye diferentes tipos de tareas. Cada una proporciona a Google información diferente que puede ser proporcionada como datos de entrenamiento a sus algoritmos de aprendizaje automático. En la descripción de la aplicación en Google Play, Google se refiere a estas tareas como "Microtareas" que deberían tardar no más de 5-10 segundos en completarse.

## Tareas
A su lanzamiento, la aplicación de Crowdsource presentaba a los usuarios 5 tareas diferentes: transcripción de imágenes, reconocimiento de escritura a mano, traducción, validación de traducción y validación de traducción de mapas. 
La versión más reciente de la aplicación incluye 16 tareas en su versión móvil y 6 en su versión web. 

### Modo móvil de Crowdsource
- Comparación de alimentos: Consiste en comparar las características de dos imágenes de comidas.

- Valoración de respuestas: Consiste en evaluar lo natural que suena la respuesta de un bot.

- Donación de audio: Consiste en grabar la voz y enviarla al sistema de la aplicación para mejorar la tecnología de voz de Google.

- Datos de alimentos: Consiste en indicar si un plato de comida tiene características particulares.

- Etiquetador de alimentos: Consiste en indicar qué comida contiene una imagen determinada.

- Similitud semántica: Consiste en indicar si dos frases tienen el mismo significado.

- Comprensión de gráficos: Consiste en determinar si gráficos determinados son comprensibles y fiables para los usuarios.

- Escritura deslizando el dedo: Consiste en escribir lo que se indique en la pantalla de la aplicación mediante el método de escritura deslizando el dedo.

- Validación de audio: Consiste en escuchar un clip de audio corto e indicar si la pronunciación suena natural en el idioma del usuario.

- Verificación de etiquetas de imágenes: Consiste en indicar si la etiqueta que se le presenta puede ser la indicada o no para la fotografía que se percibe de forma aleatoria en la categoría elegida.

- Captura de imágenes: Esta función permite tomar fotografías o subirlas desde la galería y compartirlas en código abierto para su utilización libre en Internet con etiquetas precisas que describan el contenido de la misma.

- Traducción y Validación de traducciones: Las tareas relacionadas con la traducción (traducción y validación de traducción) solo se muestran a los usuarios que han seleccionado más de un idioma en el que tienen fluidez. Si bien la validación de la traducción de mapas ya no es una tarea en Crowdsource, los usuarios aún pueden completar la traducción y las tareas de validación de traducción. Traducción presenta al usuario uno de los idiomas en los que se clasifica con fluidez, y le pide que lo traduzcan a otro idioma en el que también tengan fluidez. La validación de traducción presenta a los usuarios una lista de traducciones enviadas por otros usuarios, y les pide que los categoricen como correctos o incorrectos. Ambas tareas ayudan a mejorar las capacidades de traducción de Google, especialmente en Google Translate, y cualquier otra aplicación de Google que cuente con contenido traducido, incluido Google Maps.

- Reconocimiento de escritura a mano: El reconocimiento de escritura a mano consiste en que los usuarios lean palabras escritas a mano y las transcriban a texto. Según explica Google, completar esta tarea ayuda a mejorar la función de escritura a mano de Google Keyboard.

- Análisis de sentimiento: Presenta al usuario diversas revisiones y comentarios para que este catálogo a las mismas según su parecer como "positiva", "neutral" o "negativa". Alternativamente, los usuarios pueden omitir una pregunta si no están seguros. Estas evaluaciones realizadas por los usuarios de Crowdsource ayudan a diversas tecnologías basadas en recomendaciones que Google utiliza en plataformas como Google Maps, Google Play Store y YouTube.

- Cámara inteligente: Consiste en una cámara inteligente que detecta objetos y brinda una descripción general del mismo. El usuario posteriormente debe indicarle a la función si la descripción brindada es correcta o errónea.

### Modo web de Crowdsource
- Verificación de etiquetas de imágenes: Misma función que en la versión móvil.

- Título de la imagen: Permite validar o invalidar títulos de imágenes que podrían estar vinculadas a la fotografía que se muestra.

- Reconocimiento de escritura a mano: Misma función que en la versión móvil.

- Lectura de gráficos: Misma función que en la versión móvil.

- Confianza en gráficos: Misma función que en la versión móvil.

- Datos de alimentos: Misma función que en la versión móvil.

- Puntos de referencia: Esta función ya no se encuentra disponible en la versión web. Permitía indicar si el punto de referencia que se indicaba se correspondía con la imagen que se presentaba. Esta tarea se concebía con la idea de ayudar a garantizar a que las empresas y los puntos de referencia sean reconocibles en aplicaciones como Google Maps, Google Street View, etc.

- Expresiones faciales: Esta función ya no se encuentra disponible en la versión web. Permitía analizar expresiones de rostros humanos en vídeos de YouTube y posteriormente indicarle a la aplicación que tipo de expresión se detectaba.

- Traducción y validación de traducción: Esta función ya no se encuentra disponible en la versión web. Misma función que en la versión móvil.

- Tutor de asistencia: Esta función ya no se encuentra disponible en la versión web. Permitía enseñarle al asistente virtual de Google de qué manera podrían hablarle las personas en un idioma determinado.

## Logros
La aplicación de Crowdsource cuenta con una sección de "Logros" que muestra las estadísticas e insignias que los usuarios obtienen al completar diferentes tareas. En esta sección se presenta un anexo con una tabla de clasificación que muestra el avanza de los colaboradores a nivel mundial en cada una de las funciones de la aplicación.

## Estadísticas
Cuando los usuarios contribuyen en Crowdsource completando tareas, el sistema rastrea el número total de contribuciones y evalúa la calidad de las mismas otorgando puntos en base a una serie de métricas que muestran cuántas de las respuestas de un usuario están de acuerdo con las respuestas de la comunidad de Crowdsource y la exactitud que se muestra en porcentaje de respuestas del usuario que se han aceptado como correctas. A medida que el usuario va acumulando puntos y contribuciones en diferentes tipos de tareas, obtiene nuevas ventajas e insignias.

## Puntos
El usuario recibe puntos por cada respuesta con la que contribuye. El número de puntos iniciales recibidos aumentará en función de la dificultad de la pregunta. Con el tiempo, el usuario recibe, además, puntos adicionales por respuestas de alta calidad cuando otros usuarios de Crowdsource respondan de la misma manera.
Puntos concedidos por respuesta
| Verificación de etiquetas de imagen | 1 |
| Título de la imagen                 | 1 |
| Análisis de sentimientos            | 1 |
| Lectura de gráficos                 | 1 |
| Confianza en gráficos               | 1 |
| Similitud semántica                 | 1 |
| Valoración de respuestas            | 1 |
| Etiquetador de alimentos            | 1 |
| Comparación de alimentos            | 1 |
| Datos de alimentos                  | 1 |
| Validación de audio                 | 2 |
| Reconocimiento de escritura a mano  | 2 |
| Validación de traducciones          | 2 |
| Escritura deslizando el dedo        | 5 |
| Cámara inteligente                  | 7 |
| Captura de imágenes                 | 7 |
| Traducción                          | 8 |
| Donación de audio                   | 8 |

## Insignias
A medida que los usuarios completan tareas, también reciben credenciales. Hay credenciales para cada tipo de tarea, que rastrean el progreso a lo largo de esa tarea en particular (como la validación de la traducción), así como credenciales para otros hitos, como completar una tarea sin conexión o completar una tarea dada a través de una notificación de inserción.

## Idiomas
Crowdsource está disponible en la actualidad en los siguientes idiomas: afrikáans, albanés, alemán, amárico, árabe, armenio, asamés, azerí, bahasa (Indonesia), bahasa (malayo), bengalí, bielorruso, birmano, bosnio, búlgaro, canarés, cantonés, catalán, cebuano, checo, cheroqui, chichewa, chino (simplificado), chino (tradicional), cingalés, coreano, corso, croata, criollo haitiano, danés, dzongkha, eslovaco, esloveno, español, esperanto, estonio, euskera, finés, francés, francés (Canadá), frisón, gaélico escocés, galés, gallego, georgiano, griego, gujarati, hausa, hawaiano, hebreo, hindi, hmong, húngaro, igbo, indonesio, inglés, irlandés, islandés, italiano, japonés, javanés, jemer, kazajo, kinyarwanda, kirguís, kurdo, kurdo sorani, laosiano, latín, letón, lituano, luxemburgués, macedonio, malayalam, malayo, malgache, maltés, maratí, mongol, neerlandés, nepalí, noruego, oriya, pastún, persa, polaco, portugués, panyabí, romanche, rumano, ruso, samoano, serbio (alfabeto cirílico), serrano, sesoto, shona, siciliano, sindhi, somalí, sundanés, suajili, sueco, tayiko, tamazight, tagalo (filipino), tailandés, tamil, tártaro, telugu, tibetano, turco, turkmeno, ucraniano, uigur, urdu, uzbeko, vietnamita, wolof, xhosa, yidis, yoruba y zulú.